# Arraye-et-Han
Arraye-et-Han est une commune française située dans le département de Meurthe-et-Moselle, en région Grand Est.

## Géographie

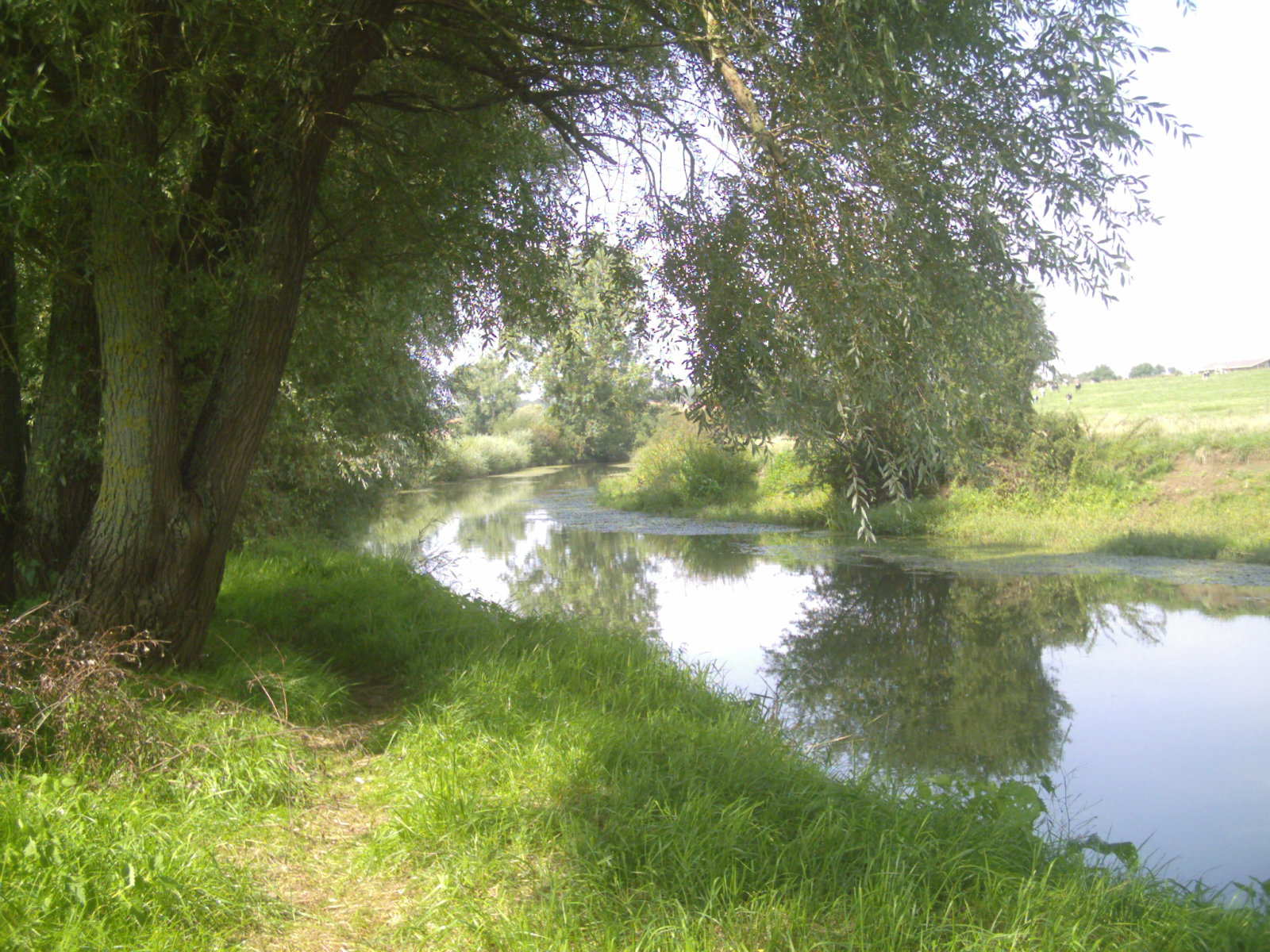
La Seille sur la commune d'Arraye-et-Han.

Elle est riveraine de la Seille.

### Lieux-dits et écarts
La commune est formée de deux bourgs : Arraye et son annexe Han distante d'environ 2,5 km.
- Lieu-dit Chambille
- Écart du moulin d'Arraye
- Écart du moulin de Chambille

| Jeandelaincourt | Chenicourt    | Ajoncourt (Moselle) |
| Moivrons        | Arraye-et-Han | Manhoué (Moselle)   |
| Leyr            | Armaucourt    |                     |

### Hydrographie
La commune est dans le bassin versant du Rhin au sein du bassin Rhin-Meuse. Elle est drainée par la Seille, le ruisseau de la Messe et le ruisseau du Village,.
La Seille, d'une longueur de 138 km, prend sa source dans la commune de Maizières-lès-Vic et se jette  dans divers bras mort de la Moselle à Metz, après avoir traversé 57 communes.

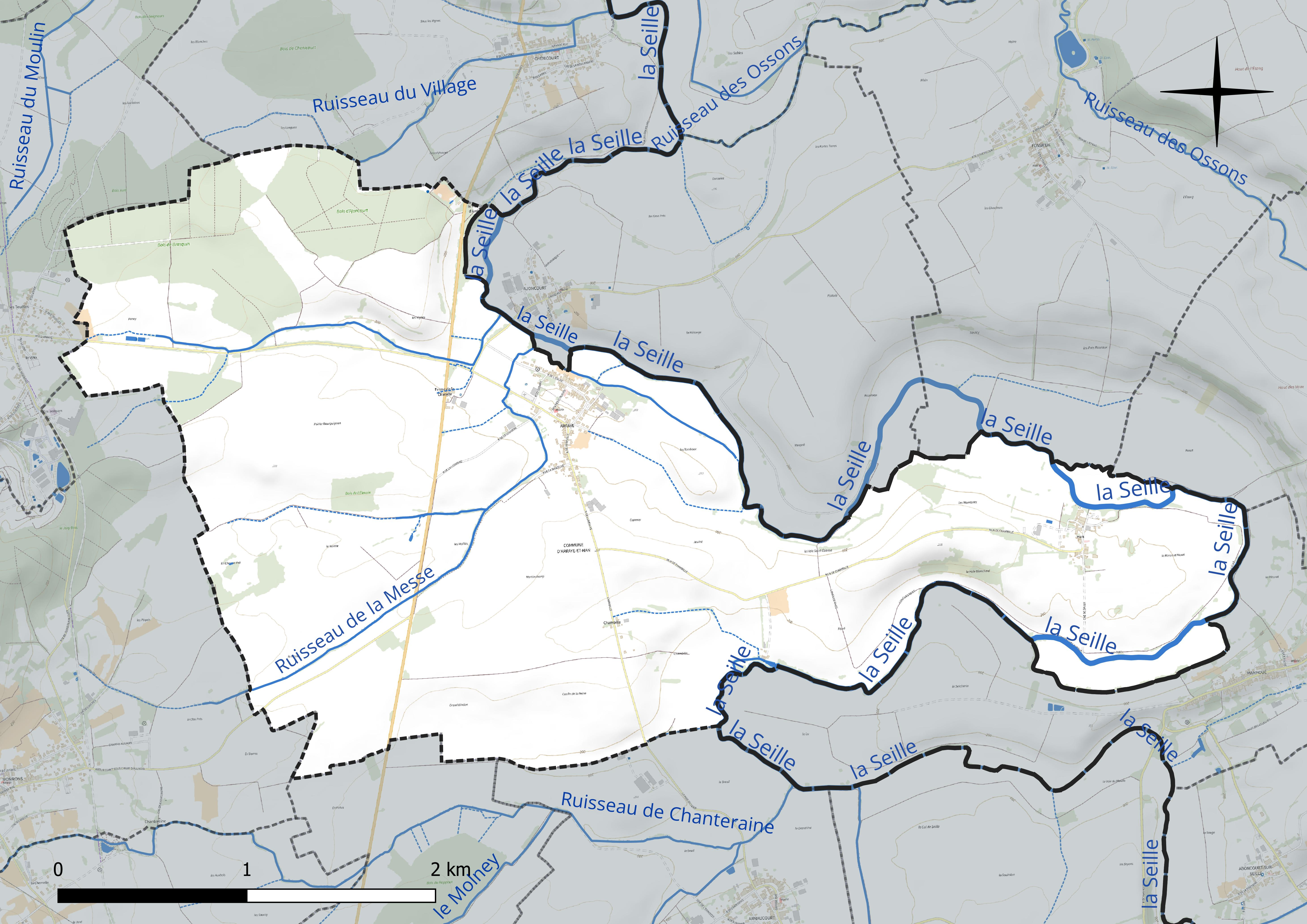
Réseau hydrographique d'Arraye-et-Han.

### Climat
Pour des articles plus généraux, voir Climat du Grand Est et Climat de Meurthe-et-Moselle.
En 2010, le climat de la commune est de type climat océanique dégradé des plaines du Centre et du Nord, selon une étude du Centre national de la recherche scientifique s'appuyant sur une série de données couvrant la période 1971-2000. En 2020, Météo-France publie une typologie des climats de la France métropolitaine dans laquelle la commune est exposée à un climat semi-continental et est dans la région climatique Lorraine, plateau de Langres, Morvan, caractérisée par un hiver rude (1,5 °C), des vents modérés et des brouillards fréquents en automne et hiver.
Pour la période 1971-2000, la température annuelle moyenne est de 9,9 °C, avec une amplitude thermique annuelle de 17 °C. Le cumul annuel moyen de précipitations est de 728 mm, avec 11,5 jours de précipitations en janvier et 9 jours en juillet. Pour la période 1991-2020, la température moyenne annuelle observée sur la station météorologique de Météo-France la plus proche, « M.n.l. », sur la commune de Goin à 17 km à vol d'oiseau, est de 10,7 °C et le cumul annuel moyen de précipitations est de 678,8 mm. 
La température maximale relevée sur cette station est de 39,5 °C, atteinte le 24 juillet 2019 ; la température minimale est de −16,3 °C, atteinte le 2 janvier 1997,,.
Les paramètres climatiques de la commune ont été estimés pour le milieu du siècle (2041-2070) selon différents scénarios d'émission de gaz à effet de serre à partir des nouvelles projections climatiques de référence DRIAS-2020. Ils sont consultables sur un site dédié publié par Météo-France en novembre 2022.

## Urbanisme

### Typologie
Au 1er janvier 2024, Arraye-et-Han est catégorisée commune rurale à habitat dispersé, selon la nouvelle grille communale de densité à sept niveaux définie par l'Insee en 2022.
Elle est située hors unité urbaine. Par ailleurs la commune fait partie de l'aire d'attraction de Nancy, dont elle est une commune de la couronne,. Cette aire, qui regroupe 353 communes, est catégorisée dans les aires de 200 000 à moins de 700 000 habitants,.

### Occupation des sols
L'occupation des sols de la commune, telle qu'elle ressort de la base de données européenne d’occupation biophysique des sols Corine Land Cover (CLC), est marquée par l'importance des territoires agricoles (88,9 % en 2018), une proportion sensiblement équivalente à celle de 1990 (89 %). La répartition détaillée en 2018 est la suivante : 
terres arables (54,5 %), prairies (34,4 %), forêts (8,4 %), zones urbanisées (2,8 %). L'évolution de l’occupation des sols de la commune et de ses infrastructures peut être observée sur les différentes représentations cartographiques du territoire : la carte de Cassini (XVIIIe siècle), la carte d'état-major (1820-1866) et les cartes ou photos aériennes de l'IGN pour la période actuelle (1950 à aujourd'hui).

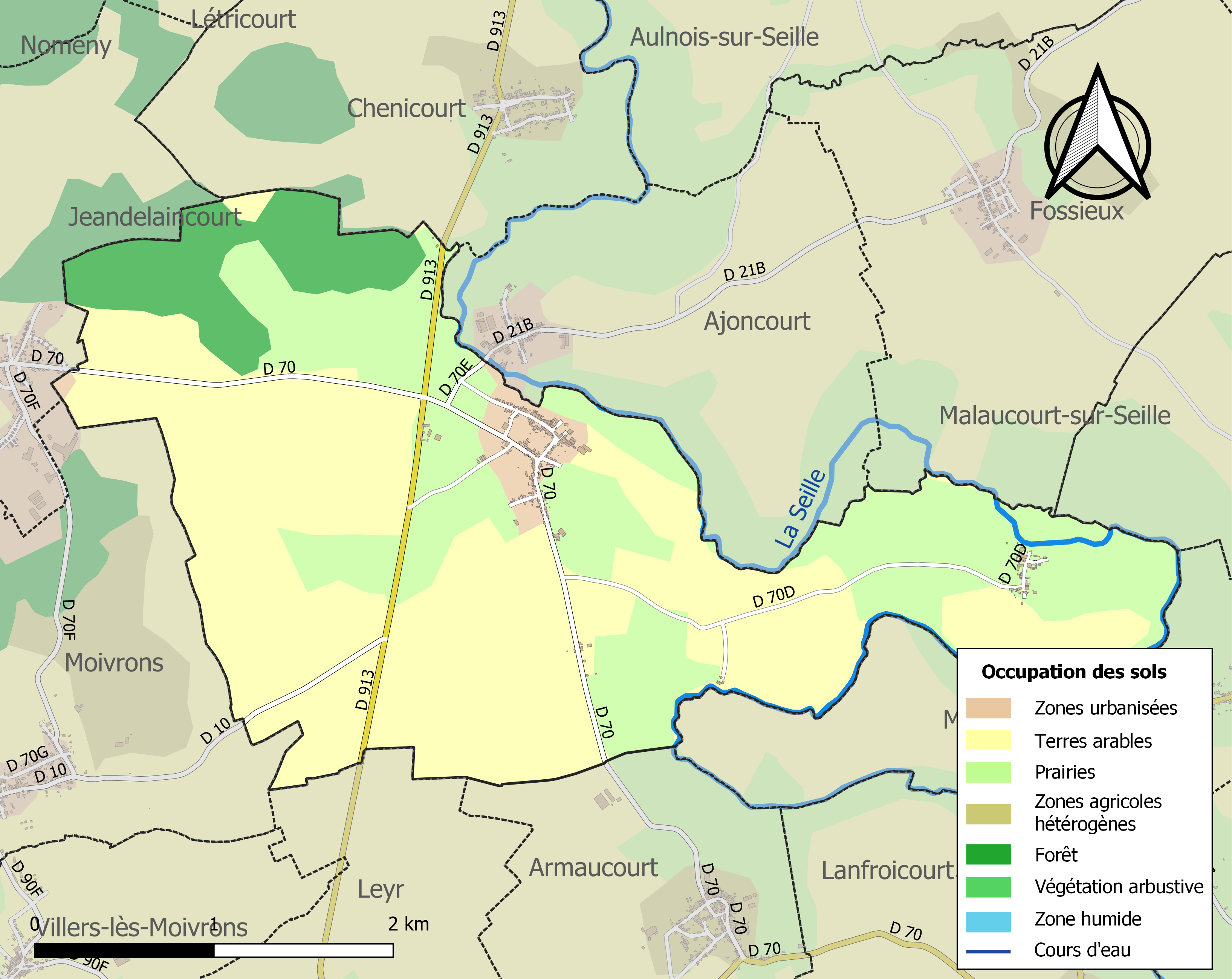
Carte des infrastructures et de l'occupation des sols de la commune en 2018 (CLC).

## Toponymie
Arraye est attesté sous les formes Arrey (1594), Arrée ou Arraye (1719), Arreye (Cassini).
Issu du latin arista, qui signifiait « épi de blé », un nom généralement donné à une personne qui habitait près d'un champ de blé ou y travaillait, devenu un nom de personne roman Arrius + -acum.
Han est un ancien hameau, autrefois village et seigneurie : Han-sur-Saille (1354), Han-sur-Seille (1719).

Toponyme qui a pour origine un foyer, un hameau d'une seule famille.

## Histoire
- Présences gallo-romaine et franque.
- Dommages au cours des deux guerres mondiales ; la commune a reçu la Croix de guerre 1914-1918 et 1939-1945.

Cette commune fut un village-frontière avec l'Allemagne entre 1871 et 1918 et entre 1940 et 1944. Durant la 1re guerre mondiale, le cimetière communal d'Arraye recevait les corps des habitants de la commune voisine d'Ajoncourt, annexée en 1871 à la Prusse, distante de 500 mètres et séparée de la France par un pont-frontière avec une douane. La commune d'Analdshofen (ex-Ajoncourt) ne possédant ni église, ni cimetière voyait donc ses habitants vivre et mourir Allemands et être enterrés...Français. Fait rarissime en France et évoqué sur le fameux pont le 2 août 2014 par une cérémonie officielle évoquant le centenaire du début du conflit et l'espoir du retour de l'Alsace-Lorraine dans le giron français.

## Héraldique
| Blason de Arraye-et-Han | Blason  | De gueules à l'émanche renversé d'argent. |
| Blason de Arraye-et-Han | Détails | Armes de la famille de Han.               |

## Politique et administration
| Période                                  | Période  | Identité         | Étiquette | Qualité                         |
| ---------------------------------------- | -------- | ---------------- | --------- | ------------------------------- |
| avant 1981                               | ?        | Charles Herno    |           |                                 |
| 2008                                     | mai 2020 | Philippe Arnould |           | Cadre supérieur (secteur privé) |
| mai 2020                                 | En cours | Denis Ory,       |           | Ancien employé                  |
| Les données manquantes sont à compléter. |          |                  |           |                                 |

Le site de la mairie d'Arraye et Han
http://commune-arrayeethan.fr

## Démographie

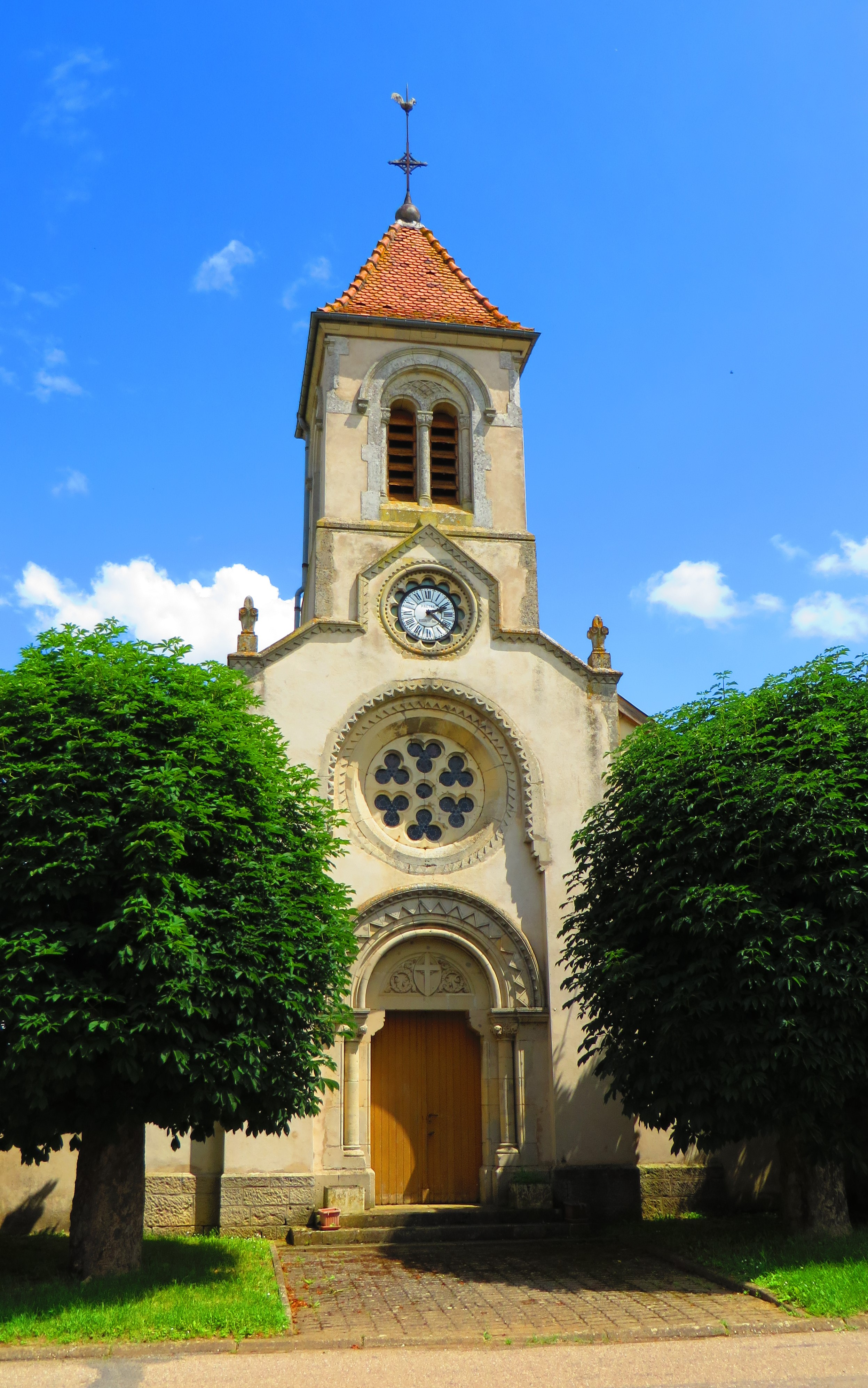
Chapelle Saint-Pierre de Han.

L'évolution du nombre d'habitants est connue à travers les recensements de la population effectués dans la commune depuis 1793. Pour les communes de moins de 10 000 habitants, une enquête de recensement portant sur toute la population est réalisée tous les cinq ans, les populations de référence des années intermédiaires étant quant à elles estimées par interpolation ou extrapolation. Pour la commune, le premier recensement exhaustif entrant dans le cadre du nouveau dispositif a été réalisé en 2007.

En 2022, la commune comptait 368 habitants, en évolution de +3,66 % par rapport à 2016 (Meurthe-et-Moselle : −0,13 %, France hors Mayotte : +2,11 %).
| 1793 | 1800 | 1806 | 1821 | 1831 | 1836 | 1841 | 1846 | 1851 |
| ---- | ---- | ---- | ---- | ---- | ---- | ---- | ---- | ---- |
| 321  | 490  | 486  | 480  | 495  | 509  | 487  | 512  | 507  |

| 1856 | 1861 | 1872 | 1876 | 1881 | 1886 | 1891 | 1896 | 1901 |
| ---- | ---- | ---- | ---- | ---- | ---- | ---- | ---- | ---- |
| 511  | 471  | 521  | 511  | 487  | 486  | 501  | 485  | 489  |

| 1906 | 1911 | 1921 | 1926 | 1931 | 1936 | 1946 | 1954 | 1962 |
| ---- | ---- | ---- | ---- | ---- | ---- | ---- | ---- | ---- |
| 500  | 452  | 342  | 283  | 409  | 265  | 189  | 268  | 248  |

| 1968 | 1975 | 1982 | 1990 | 1999 | 2006 | 2007 | 2012 | 2017 |
| ---- | ---- | ---- | ---- | ---- | ---- | ---- | ---- | ---- |
| 276  | 253  | 240  | 319  | 332  | 333  | 333  | 336  | 359  |

| 2022 | - | - | - | - | - | - | - | - |
| ---- | - | - | - | - | - | - | - | - |
| 368  | - | - | - | - | - | - | - | - |

## Lieux et monuments
- Château d'Arraye XVIIIe siècle, transformé XIXe et XXe siècles.

## Édifices religieux
- Église Saint-Étienne XIXe siècle, restaurée après 1918.
- Chapelle Saint-Pierre à Han.